# 三陸鉄道
三陸鉄道株式会社（さんりくてつどう）は、岩手県の三陸海岸を縦貫する鉄道路線（リアス線）を運営する、第三セクター方式の鉄道会社である。通称は三鉄（さんてつ）。旅行業や物品販売業も行っている。

## 歴史

### 開業までの経緯
三陸沿岸を結ぶ鉄道の構想は、1896年（明治29年）に白根専一逓信大臣に提出された「三陸鉄道株式会社創立申請書」に遡る。これは1896年（明治29年）の三陸地震の際に、「陸の孤島」と評される急峻な地形が支援物資の輸送を阻んだことを踏まえ、その復興策として鉄道の建設が考えられたことによる。この構想は「三陸縦貫鉄道構想」へと発展し、1928年（昭和3年）11月22日に仙台駅 - 石巻駅間（宮城電気鉄道、現在の仙石線）、1930年（昭和5年）3月27日には久慈駅 - 八戸駅（現在の本八戸駅）間（八戸線）が開通した。1933年（昭和8年）の三陸地震を経て、1935年（昭和10年）9月29日に気仙沼駅 - 盛駅間（大船渡線）、1939年（昭和14年）9月17日に釜石駅 - 宮古駅間（山田線）が開通した。この「三陸縦貫鉄道構想」は第二次世界大戦後も継続され、1957年（昭和32年）2月11日に気仙沼駅 - 本吉駅間（気仙沼線）が開通、1962年（昭和37年）には宮古駅 - 久慈駅間および盛駅 - 釜石駅間が工事線に格上げされた。そして高度経済成長期には、日本国有鉄道（国鉄）線として1968年（昭和43年）10月24日に前谷地駅 - 柳津駅間（柳津線）、1972年（昭和47年）2月27日に宮古駅 - 田老駅間（宮古線）、1973年（昭和48年）7月1日に盛駅 - 吉浜駅間（盛線）、1975年（昭和50年）7月20日に普代駅 - 久慈駅間（久慈線）が相次いで開業した。

### 三陸鉄道の設立
しかし、三陸縦貫鉄道の完成を目前にして、国鉄の財政悪化により建設が凍結された。この時点での未開業区間は、吉浜駅 - 釜石駅間15.2 kmと、田老駅 - 普代駅間32.2 kmの計2区間で、路盤は既に完成しており、レールの敷設もほぼ終了していた。追い討ちを掛けるように、ようやく開通に至った盛線、宮古線、久慈線も、1981年（昭和56年）9月18日には国鉄再建法による第1次特定地方交通線に指定され、国鉄路線として廃止されることが決定された。これを受けて、岩手県と沿線市町村は、同年11月10日に第三セクター「三陸鉄道株式会社」を設立した。社名は三陸縦貫鉄道、三陸観光鉄道などの案から当時の岩手県知事・中村直が決めたという。
以降、代表取締役は岩手県の幹部職員を務めた人物が代々務めている。
翌年の1982年（昭和57年）から未開業区間の建設を進め、久慈線と宮古線、盛線の引き継ぎと同時に未開業区間を開通させて北リアス線および南リアス線の営業を開始し、地元の悲願であった三陸縦貫鉄道は1984年（昭和59年）4月1日に全通した。また、これは特定地方交通線を転換して開業した初めての第三セクター鉄道ともなった。
開業初年度からの約10年間は黒字を計上し、三陸鉄道の成功はその後の第三セクター鉄道の誕生を強く後押しした。しかし、輸送人員は1992年（平成4年）から減少の一途をたどり始めた。これは岩手県で1980年代後半からモータリゼーションが急速に進んだことで鉄道利用者が減ってきたことや、少子化に伴い高校生による通学利用者が減少したことに加え、宮古駅付近にあった岩手県立宮古病院が1992年（平成4年）6月に宮古市郊外へと移転したことなどが響いた。その後、1994年（平成6年）からは赤字経営に転落し、岩手県の運営助成基金に手を付け始めた。このままでは運営資金が底を突くことから、2003年（平成15年）には経営改善計画を策定し、合理化の徹底と共に観光客の誘致を図った。

### 震災と復旧
その最中を襲った2011年（平成23年）3月11日の東北地方太平洋沖地震（東日本大震災）や、それに伴って発生した津波は、三陸鉄道に甚大な被害をもたらした。路線各所で駅舎や路盤が流出し、車両も3両が使用不能となった。しかしながら、周辺の鉄道が運行を再開していなかった地震発生から5日後の3月16日には久慈駅 - 陸中野田駅で運行を再開し、さらに、被害が少なかった他の区間についても3月末までに運転再開し、被災者を勇気づけた。被害が大きなそれ以外の区間についても、岩手県庁の補正予算や国土交通省の第3次補正予算から復旧費用が拠出される目処がついたため、復旧工事を進め、2014年（平成26年）4月6日に全線が復旧して運転再開に至った。
また、同じく震災で不通となっていた東日本旅客鉄道（JR東日本）山田線のうち宮古駅 - 釜石駅間は、JR東日本により復旧工事が進められたのち、2019年（平成31年）3月23日に三陸鉄道へ移管されて北リアス線・南リアス線と一体となり、リアス線として再開された。これにより営業路線の総延長が第三セクター鉄道として日本最長となった。なお、このおよそ半年後の同年（令和元年）10月、令和元年東日本台風（台風19号）で再び被害を受け不通区間が生じたものの、翌2020年（令和2年）3月までに全線で復旧している。

### 年表
- 1981年（昭和56年）11月10日 - 三陸鉄道設立。
- 1984年（昭和59年）4月1日 - 北リアス線 宮古駅 - 久慈駅間、南リアス線 盛駅 - 釜石駅間開業。
- 1990年（平成2年）5月5日 - 横浜博覧会で運転されたレトロ調車両「おやしお」「くろしお」営業運転開始。
- 1994年（平成6年）2月22日 - 南リアス線で強風のため列車転覆事故発生。
- 1997年（平成9年）7月26日 - 臨時列車「リアス・シーライナー」を仙台駅 - 久慈駅（1999年から八戸駅）間直通で運転開始。
- 2000年（平成12年）1月4日 - 鉄道建設公団から無償で資産を譲受[21]。
- 2002年（平成14年）10月 - お座敷車両「さんりくしおかぜ」営業運転開始。
- 2005年（平成17年）3月 - レトロ調車両「さんりくしおさい」営業運転開始。
- 2007年（平成19年）
  - 4月1日 - 久慈鉄道事務所を北リアス線運行本部、大船渡鉄道事務所を南リアス線運行本部に改称（のちに運行本部傘下の北リアス線運行部、南リアス線運行部に改称）。
  - 8月19日 - 「三陸鉄道再出発宣言」。岩手県と沿線12市町村が財政支援を表明。
- 2008年（平成20年）4月 - 2009年4月の開業25周年を前に社名ロゴマークを変更。
- 2009年（平成21年）11月 - 国土交通省より地域公共交通活性化再生法に基づく鉄道事業再構築実施計画の認定を受け、北リアス線、南リアス線の鉄道用地を沿線12市町村に無償譲渡[22][23]。
- 2011年（平成23年）
  - 3月11日 - 東北地方太平洋沖地震（東日本大震災）により北リアス線、南リアス線とも全線不通。
  - 3月16日 - 北リアス線 陸中野田駅 - 久慈駅間の運転が再開[13]。同区間で復興支援列車の運転が開始され、3月31日まで運賃無料。
  - 3月20日 - 北リアス線 宮古駅 - 田老駅間の運転が再開[13]。
  - 3月29日 - 北リアス線 田老駅 - 小本駅（現在の岩泉小本駅）間の運転が再開[13]。
  - 11月3日 - 北リアス線 陸中野田駅 - 野田玉川駅間の復旧工事に着手[15]。
- 2012年（平成24年）4月1日 - 北リアス線 田野畑駅 - 陸中野田駅間の運転が再開[24]。
- 2013年（平成25年）4月3日 - 南リアス線 盛駅 - 吉浜駅間の運転が再開[25]。
- 2014年（平成26年）
  - 3月28日 - 地域公共交通活性化再生法に基づく鉄道事業再構築実施計画の変更認定[26]。期間5年延長
  - 4月5日 - 南リアス線 吉浜駅 - 釜石駅間の運転が再開[27]。
  - 4月6日 - 北リアス線 小本駅 - 田野畑駅間の運転が再開し、全線で運転再開[16]。
  - 10月22日 - 上下分離方式移行のための施設の譲渡を決定[28]。
- 2016年（平成28年）6月1日 - 台湾鉄路管理局海岸線と姉妹鉄道協定を締結[29]。
- 2018年（平成30年）1月12日 - 学校法人龍澤学館（盛岡市）と学生から提案・協力を受ける連携協定を締結[30]。
- 2019年（平成31年・令和元年）
  - 1月4日 - 宮古市に運行本部を設置[31]。北リアス線運行本部は運行本部久慈派出所、南リアス線運行部は運行本部大船渡派出所に改称。
  - 1月31日 - 北リアス線・リアス線・南リアス線の地域公共交通活性化再生法に基づく鉄道事業再構築実施計画が認定[32]。
  - 3月23日 - JR東日本の山田線 釜石駅 - 宮古駅間が三陸鉄道へ移管され、南リアス線・北リアス線を含む盛駅 - 久慈駅間がリアス線となる[20][33][34][17]。
  - 10月12日 - 東日本台風（台風19号）の影響によりリアス線全線で運転を見合わせ[35]。
  - 10月14日 - 盛駅 - 釜石駅間の運転が再開[36][37][35]。
  - 10月15日 - 宮古駅 - 田老駅間の運転が再開[38][35]。
  - 11月28日 - 津軽石駅 - 宮古駅間の運転が再開[39][35]。
  - 12月28日 - 田老駅 - 田野畑駅間の運転が再開[40]。
- 2020年（令和2年）
  - 1月16日 - 陸中山田駅 - 津軽石駅間の運転が再開[40][41]。
  - 2月1日 - 田野畑駅 - 普代駅間の運転が再開[42]。
  - 3月14日 - 普代駅 - 久慈駅間の運転が再開[43]。
  - 3月20日 - 全線での運転が再開[44]。

## 路線
三陸鉄道は以下の路線を運営している。

リアス線（赤色が北リアス線、橙色がリアス線、青色が南リアス線）

- リアス線 : 盛駅 - 久慈駅 163.0 km
  - 南リアス線 : 盛駅 - 釜石駅 36.6 km
  - リアス線 : 釜石駅 - 宮古駅 55.4 km
  - 北リアス線 : 宮古駅 - 久慈駅 71.0 km

2019年3月23日にJR山田線の一部区間をリアス線として移管を受けた際、リアス線と北リアス線・南リアス線を統合し、全線の案内上の路線名を「リアス線」とした。この結果、全線の総延長は第三セクター鉄道として日本最長となった。ただし国土交通省監修の『鉄道要覧』では線名の統合は行われず、正式線名としては3路線に分割されている。
駅名標の様式は開業当初は両線共通のデザインだったが、その後の数度のリニューアルを経て、2018年時点では北リアス線と南リアス線とで異なっていた。前者は一般的な駅名標のデザインをアレンジしたものであるが、後者は三陸海岸をモチーフとしたオリジナルデザインの駅名標であった。リアス線統合時には旧山田線・旧南リアス線区間で順次北リアス線に準じたデザインに更新された。駅舎が新築された陸中山田駅、大槌駅は駅名標は三陸鉄道仕様だが、番線や構内の案内サインはJR東日本に準じたデザインが使われている。

## 車両
自社車両は、全て「36形（公式には「さんりくがた」の発声を当てる）」を名乗るが、車体構造や車内装備から以下の形式に分けられる。
- 36-100形（4両）
  - 36-200形（4両）
- 36-R形（3両）
  - R1及びR2は宝くじ号、「さんりくしおさい」（レトロ列車）。R3は新レトロ車両。
- 36-700形（14両）
  - 2013年4月3日より運転開始。クウェートからの支援により3両導入[25]。その後全線運行再開に当たってさらに3両増備[48]。2018年度に山田線区間引き継ぎ用として8両追加導入[49]。
- 36-Z形（1両）
  - 新お座敷車両「さんりくはまかぜ」。

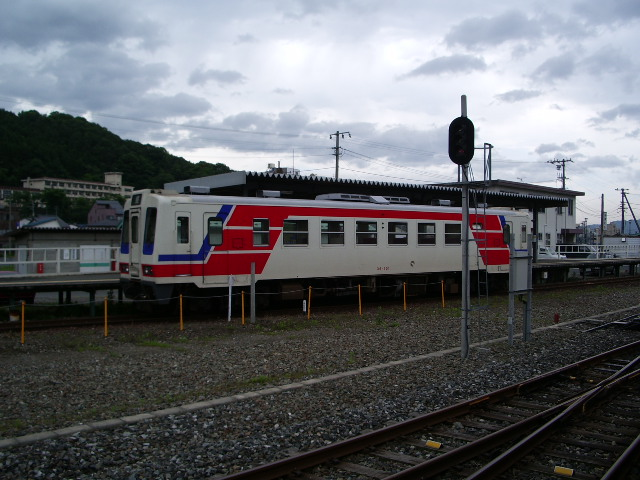
釜石駅に停車中の36-100形気動車
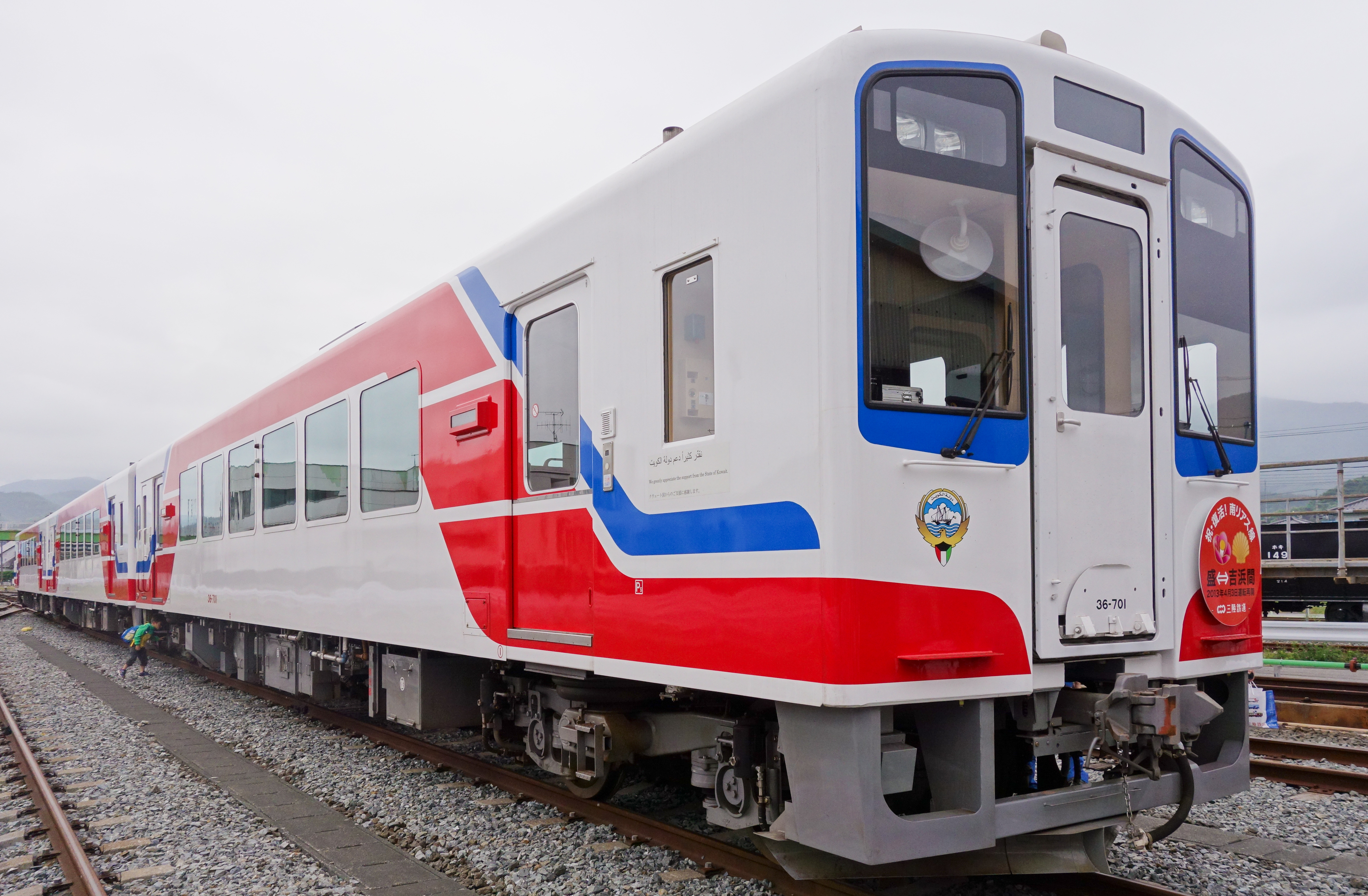
36-701〜3 （クウェートの支援で導入）

### 過去の在籍車両
- 36-300形（宝くじ号、レトロ車両「くろしお」）
  - 36-400形（宝くじ号、レトロ車両「おやしお」）
- 36-500形
- 36-1100形
- 36-1200形
- 36-2100形（お座敷・こたつ列車「さんりくしおかぜ」）

### こたつ列車
2006年から、毎年12月から翌年3月末まで北リアス線久慈駅 - 宮古駅間で運行されていた企画列車である。車両内に12台の掘り炬燵が設置され、企画列車専用の弁当販売や車内でなもみなどが登場するイベントもある。当時の三陸鉄道は冬期に乗客数が減少する傾向があったため、その対策として考案されたのが、こたつ列車である。
2018年度の冬からは南リアス線盛駅 - 釜石駅間で「洋風こたつ列車」が運行されている。
2020年度の冬には2年ぶりに久慈駅 - 宮古駅間で「こたつ列車」が運行された。
- 2005年2月 - こたつ列車を試験運行。
- 2006年12月 - 久慈駅 - 宮古駅間で冬季限定の企画列車として正式運行開始。
- 2011年3月 - 東日本大震災による被害で2010年度内の運行を中止。
- 2012年12月15日 - 震災からの復旧区間、田野畑駅 - 久慈駅間で運行再開[50][56]。
- 2014年12月6日 - 全線運行再開後初めての運行[57]。使用車両が36-2110から36-Z形へ変更。
- 2016年3月 - 36-2110が引退することに伴い、期間限定で36-2110で運行。
- 2020年12月19日 - 2年ぶりに久慈駅 - 宮古駅間で運行[55]。

## 事務所
本社は宮古市の旧宮古駅舎内に存在する。運行本部久慈・大船渡派出所は事務や指令業務を行い、運転士・車両が所属する。
- 宮古本社（三鉄旧宮古駅舎） - 事業本部を設置。
- 運行本部（JR宮古駅近隣） - リアス線開業に伴い設置[31]。運行本部および車両基地機能を久慈から移転。
  - 久慈派出所（久慈駅構内） - 旧・久慈鉄道事務所→北リアス線運行本部→運行本部北リアス線運行部。
  - 大船渡派出所（盛駅構内） - 旧・大船渡鉄道事務所→南リアス線運行本部→運行本部南リアス線運行部。

## 三鉄ツーリスト
三陸鉄道の旅行業部門で、宮古駅に設置されている、近畿日本ツーリストグループの特約店である。なお、久慈駅にあった久慈営業所は、2007年3月31日をもって閉所された。

## 運賃
大人普通旅客運賃（小児半額・10円未満切り上げ）。2019年10月1日改定。
| キロ程     | 運賃（円） | キロ程    | 運賃（円） |
| ---------- | ---------- | --------- | ---------- |
| 初乗り2 km | 170        | 82 - 84   | 2130       |
| 3          | 200        | 85 - 87   | 2190       |
| 4 - 6      | 260        | 88 - 90   | 2250       |
| 7 - 9      | 310        | 91 - 93   | 2310       |
| 10 - 12    | 400        | 94 - 96   | 2370       |
| 13 - 15    | 460        | 97 - 99   | 2430       |
| 16 - 18    | 550        | 100 - 102 | 2500       |
| 19 - 21    | 620        | 103 - 105 | 2560       |
| 22 - 24    | 710        | 106 - 108 | 2620       |
| 25 - 27    | 780        | 109 - 111 | 2680       |
| 28 - 30    | 850        | 112 - 114 | 2740       |
| 31 - 33    | 930        | 115 - 117 | 2800       |
| 34 - 36    | 1010       | 118 - 120 | 2860       |
| 37 - 39    | 1100       | 121 - 123 | 2920       |
| 40 - 42    | 1160       | 124 - 126 | 2980       |
| 43 - 45    | 1240       | 127 - 129 | 3050       |
| 46 - 48    | 1310       | 130 - 132 | 3110       |
| 49 - 51    | 1370       | 133 - 135 | 3170       |
| 52 - 54    | 1450       | 136 - 138 | 3230       |
| 55 - 57    | 1540       | 139 - 141 | 3290       |
| 58 - 60    | 1620       | 142 - 144 | 3350       |
| 61 - 63    | 1690       | 145 - 147 | 3410       |
| 64 - 66    | 1760       | 148 - 150 | 3470       |
| 67 - 69    | 1820       | 151 - 153 | 3530       |
| 70 - 72    | 1890       | 154 - 156 | 3600       |
| 73 - 75    | 1950       | 157 - 159 | 3660       |
| 76 - 78    | 2010       | 160 - 162 | 3720       |
| 79 - 81    | 2070       | 163       | 3780       |

- 吉里吉里駅 - 浪板海岸駅間、織笠駅 - 陸中山田駅間、八木沢・宮古短大駅 - 磯鶏駅間、宮古駅 - 山口団地駅間、田老駅 - 新田老駅間、野田玉川駅 - 十府ヶ浦海岸駅間は170円の特定運賃が適用される。

## 割引乗車券

### 販売中
- 三陸鉄道全線フリー乗車券
  - 通年発売で有効期間は2日間。[60]
  - 2019年3月23日から2021年3月12日まで土休日限定の販売で、日曜に購入すると月曜にも利用可能だった。
  - 発売額は通年発売移行前と同じである。
- 三陸鉄道1日フリー乗車券（区間別）
  - 土休日限定で利用可能[61]。区間は盛・釜石間（旧南リアス線）、宮古・久慈間（旧北リアス線）、宮古・釜石間（山田線移管区間）の3種類[61]。
  - 山田線移管以前は北リアス線用・南リアス線用の2種類で、当初は日曜・祝日に利用可能だったが、2014年4月から土曜日にも利用可能なものを発売した。2014年9月には平日用を新たに設定した（通用日によって価格が異なっていた）。
- 三陸鉄道片道途中下車きっぷ
  - 指定された方向・区間内で、何度でも途中下車できる片道きっぷ。運賃は、直行運賃と同じ。発売駅と発売区間は、久慈駅（宮古行き・釜石行き・盛行き）、宮古駅（久慈行・盛行き）、釜石駅（久慈行きのみ）、盛駅（宮古行き・久慈行き）[61]。山田線移管以前は釜石駅 - 盛駅間があったが廃止された[61]。なお、普通乗車券では自社線内のみの営業キロが100 kmを超えた2019年3月23日以降も、区間によらず途中下車前途無効である[61]。

各乗車券は、有人駅のほか、全線フリー乗車券・1日フリー乗車券はセブンチケット、1日フリー乗車券・片道途中下車きっぷはデジタル乗車券として「RYDE PASS」アプリでも購入可能となっている。

### 販売終了
- 中高生用南リアス線フリー乗車券[62]
  - 中学生・高校生を対象に土日祝日・学校長期学休期間（春休み・夏休み・冬休み）中に南リアス線が1日乗り放題の乗車券。2017年7月29日から2019年3月21日までの土日祝日・学校長期学休期間に有効。盛駅・綾里駅・三陸駅・釜石駅の各駅窓口及び列車内で乗務員が販売していた。購入時は、駅窓口・車内共、生徒手帳など学校に在学している証明書の提示を必要とした。岩手県内の鉄道事業者で高校生を対象にした企画乗車券の発売は初めて[注 5]。
- 三鉄1日とく割フリーパス
  - 青春18きっぷまたは北海道&東日本パスを提示した場合に発売。ただし、東日本大震災発生直後から発売を見合わせ、発売再開の見通しは立たなかった。2019年3月23日に、旧JR山田線宮古駅 - 釜石駅間が三陸鉄道に移管されたため、事実上発売を終了した。[要出典]

## 食品・キャラクターグッズ販売
「赤字を食う」とのことで煎餅「三鉄赤字せんべい」を販売している。東日本大震災後の2011年からは復興と地域活性化を目的に、男性鉄道社員をキャラクター化した「鉄道ダンシプロジェクト」も展開しており、公募によって氏名とデザインを決定し、それを元にカズキヨネがリデザインを行なっている。これまでに「田野畑ユウ」（田野畑駅）と「恋し浜レン」（恋し浜駅）が、また恋し浜同様「恋」が駅名に含まれることから、西武鉄道と共同で「恋ヶ窪ジュン」（恋ヶ窪駅）も誕生した。他にもマスコットキャラクター「さんてつくん」を配したグッズや、車内放送を収録したCD、酒蔵とコラボレーションした日本酒など多数の販売を行なっており、公式ホームページにはオンラインショップ「さんてつ屋」を設けている。

## ネット広報・ファンクラブ
三陸鉄道がインターネットで行なっている広報には、公式ウェブサイトに加え、ブログ形式の「鉄ログ」やツイッターの「さんてつくん@三陸鉄道【鉄ログ】」などがある。また季刊の会報誌を発行する「三鉄ファンクラブ」も設けられており、ファンクラブの会員証裏面は1日フリー乗車券となっている。未開通区間以外の全線で、任意の1日（本人のみ・会員年度よりも長く設定された有効期限内に限る）に使用できる。

## 他企業からの支援企画

### トミーテック「鉄道むすめ」
トミーテックが鉄道の女性職員をモチーフに展開するキャラクター「鉄道むすめ」のうち、久慈ありすと釜石まなは、三陸鉄道が商品化を許諾しており、三陸鉄道もイベントや物販にも登場している。トミーテックは、鉄道むすめを使った、東日本大震災からの三陸鉄道復興支援を実施した。

### クレディセゾン

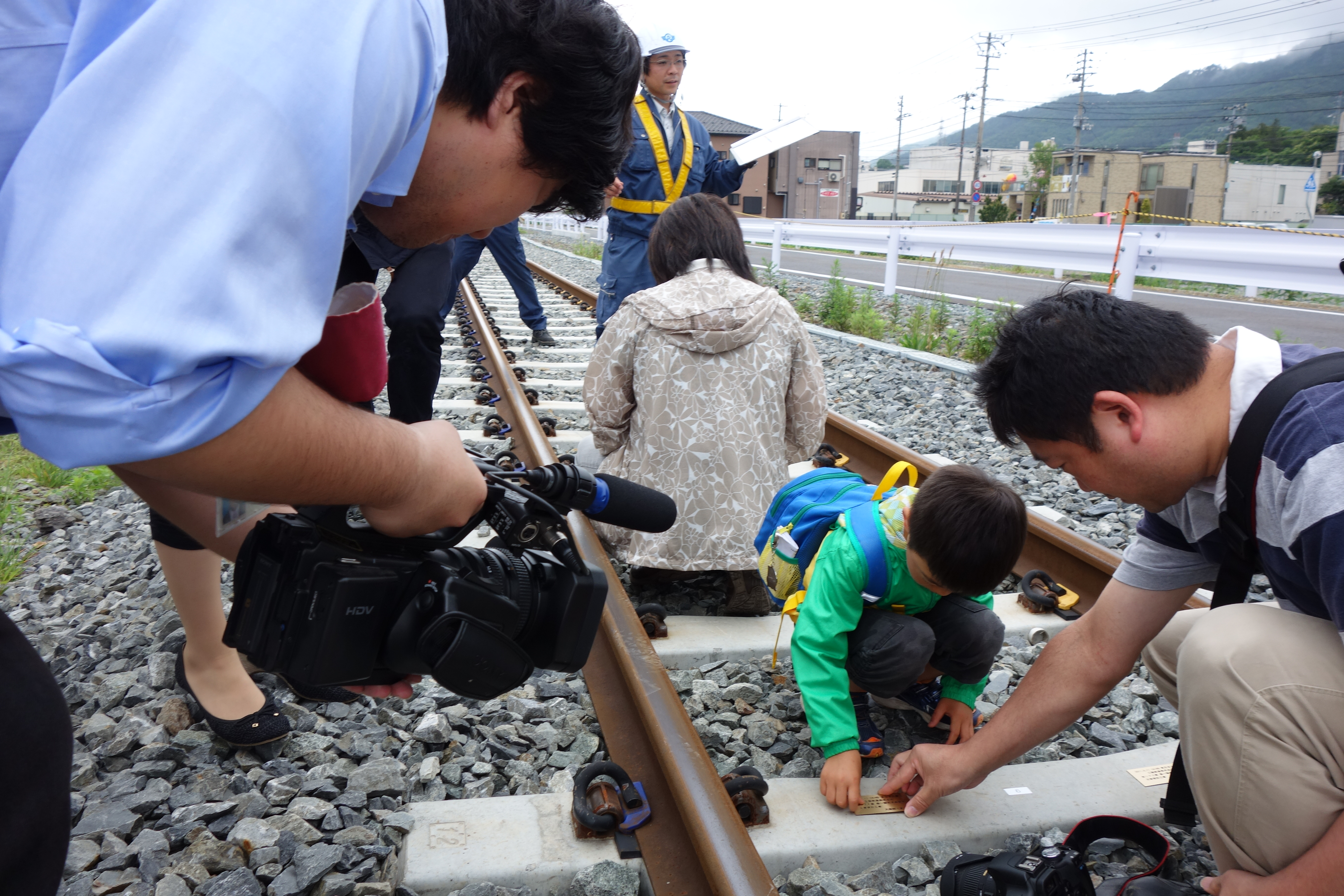
「枕木に名前を残そう！」ツアー第2弾

2011年10月27日より、「三陸鉄道支援プログラム」としてクレディセゾンがカード会員から1人1万円の支援金を募る形で復旧への支援をしている（2013年5月時点で第4弾まで実施）。支援者の名前を書いたプレートが枕木に設置される「枕木に名前を残そう!」や、三陸鉄道社員らと交流しながら実際にそれを取り付ける旅行ツアー（別途旅行費用が必要、近畿日本ツーリストが主催）も行われている。ツアー第2弾の式典には三鉄社長の望月正彦や三鉄・クレディセゾン社員に加え、開業時から三陸鉄道を記録し続けている鉄道写真家の中井精也も出席し、貸切列車では社長の講話も行われた。2013年8月末での支援者はのべ5000人を超え、支援額は5000万円を上回っている。

### サークルKサンクス
サークルKサンクス（現・ファミリーマート）は2012年より三陸鉄道応援企画を実施しており、2014年4月には、第3弾「つながれ!三陸鉄道」として北東北地域のサークルKとサンクスで、三陸の食材を使った弁当類を販売し、売り上げは、三陸鉄道の支援に使われる。

### ネスレ日本

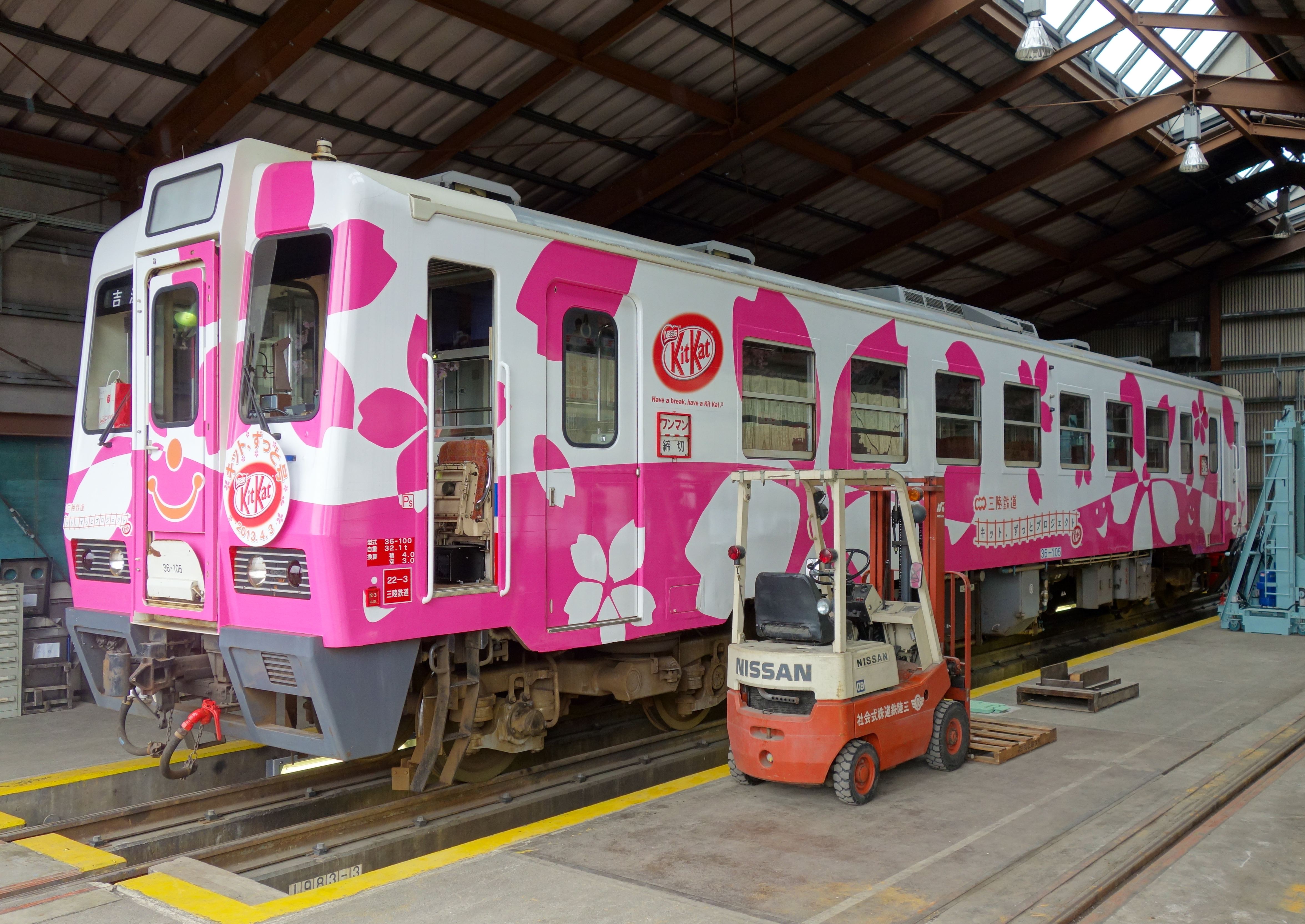
36-105 「キット、ずっと2号」（奇跡の車両）

ネスレ日本は、三陸鉄道復旧の応援を通して、沿線地域の復興を支援することを目指し、2012年3月から「キット、ずっとプロジェクト」を展開しており、ラッピング列車「キット、ずっと号」や、運行寄付金付き「キットカット ワールドバラエティ」販売を通した寄付活動などを行っている。
2014年6月16日には「キットカット」の外箱に乗車券が描かれた「ネスレ キットカット ミニ 切符カット」を発売。2015年5月31日まで1箱あたり190円分の乗車券として北リアス線・南リアス線で利用できた。売上の一部は、三陸鉄道の支援に使われる。
また、2014年に「キット、ずっとプロジェクト」の一環で草野球チーム「三陸鉄道キットDreams」が結成された。

### イトーヨーカドー
イトーヨーカドーは、「三鉄チョロQ」などグッズの販売や開発での協力を2018年に開始した。

### 叡山電鉄
京都の叡山電鉄では、2019年3月31日から、三陸鉄道リアス線の開通に合わせて、白地に赤・青ラインの「三陸鉄道カラー」ラッピング列車を三陸鉄道と同様のヘッドマークを掲出して運行した。当初2020年3月までとしていたが、2019年の台風19号（東日本台風）の被害を受けて一部区間が不通となったことから、応援のためとして運行期間が2020年9月30日まで延長された。

### ヴィレッジヴァンガード
ヴィレッジヴァンガードは2021年9月17日、三鉄との各種コラボ商品を発売した。

## 震災学習列車
学校や団体を対象に、三陸鉄道社員や沿線住民が被災の状況を説明する「震災学習列車」を運行している。全国から募集しており、岩手県内の団体には利用者補助制度が適用される場合がある。所要時間は1時間前後。学習ポイントでは一時停止や徐行などがなされ、参加団体によっては車内での黙祷も行われる。震災から3年となる2014年3月11日の運行では、個人での参加も可能とした。